# Casco beocio

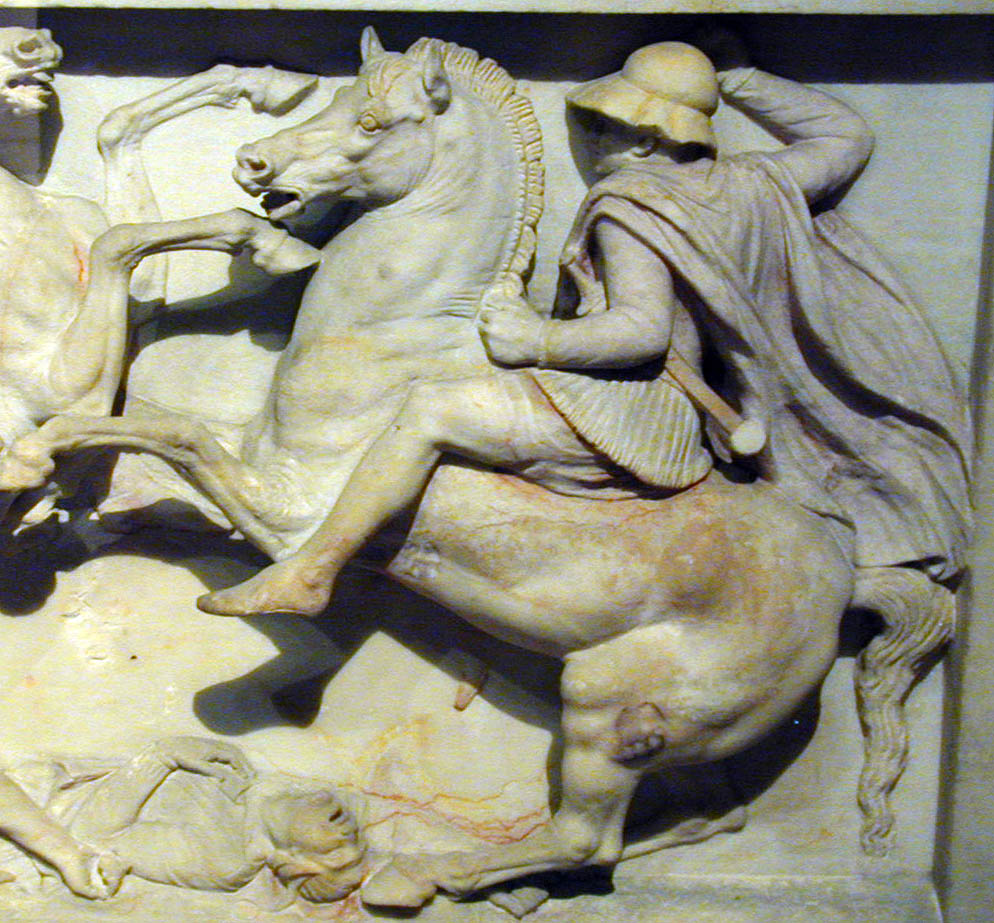
Caballero tesalio con casco beocio. Detalle del sarcófago de Sidón.

El casco beocio era un casco ligero usado en las épocas clásica y helenística por la caballería, particularmente por la tesalia y la  macedonia, no obstante su origen beocio (de ahí el nombre). A diferencia del casco corintio no limitaba la visión ni creaba obstáculos a la audición, aunque a costa de una menor protección. Sí protegía las orejas, sobre todo de los golpes provenientes de arriba.
En el fresco de la Batalla de Maratón pintado por Micón, los platenses se distinguen por su casco beocio.
El casco era muy ligero y muy cómodo, y aunque careciera de nasal y carrileras, contaba con un protector de nuca y una gran visera. Fue adaptado a la caballería de Filipo II de Macedonia y de Alejandro Magno, en la que era obligatorio para la caballería macedonia.